# República Tagala
La República Tagala (en Tagalo: Republika ng Katagalugan) fue un pequeño Estado no reconocido que existió en dos épocas separadas: la primera entre 1896 y 1897 contra la ocupación española y la segunda entre 1902 y 1906 contra la ocupación estadounidense. Se situaba en el interior de la isla de Luzón (Filipinas). En ambas ocasiones se formó con el mismo objetivo: crear cuerpos revolucionarios que participaran en la Revolución Filipina contra el Imperio español y la Guerra filipino-estadounidense. Ambos estaban conectados con el movimiento revolucionario y anticolonialista Katipunan.

## Historia

### Orígenes
En 1896 la Revolución Filipina estalló tras el descubrimiento de la Katipunan por las autoridades coloniales españolas. Antes del estallido de las hostilidades, el Katipunan se había convertido en un gobierno revolucionario abierto. Tras la represión un año después, el Estado desapareció por un tiempo, pero volvería a nacer para derrotar al nuevo colonizador estadounidense. En el periodo de la descolonización española se establece la Primera República Filipina.
En 1902 el general Macario Sakay, un veterano miembro del Katipunan, estableció su propia República en las montañas de Dimasalang (hoy, la provincia de Rizal), ocupando la presidencia Francisco Carreón con el título de vicepresidente. En abril de 1904, Sakay publicó un manifiesto declarando el derecho filipino a la libre determinación en un momento en el que el apoyo a la independencia era considerado un crimen por las fuerzas de ocupación estadounidenses en las Filipinas.

### Final
La República terminó en 1906 cuando Sakay, sus líderes y sus seguidores fueron arrestados y al año siguiente ejecutados por las autoridades estadounidenses, tachándolos de bandidos. Algunos de los supervivientes escaparon a Japón para unirse con Artemio Ricarte, un veterano exiliado del Katipunan. Se consolida así la presencia estadounidense en las Filipinas.

## Gobierno
El gobierno de la segunda época (1902-1906) estaba compuesto por líderes independentistas en contra la ocupación estadounidense. Eran:
| Cargo                 | Nombre             |
| --------------------- | ------------------ |
| Presidente            | Macario Sakay      |
| Vicepresidente        | Francisco Carreón  |
| Ministro de Guerra    | Domingo Moriones   |
| Ministro del Gobierno | Alejandro Santiago |
| Ministro de Estado    | Nicolás Rivera     |